# Odeion van Herodes Atticus
Het Odeion (of Odeon) van Herodes Atticus is de naam van een theatergebouw gelegen aan de voet van de Akropolis van Athene in Griekenland.
Dit voor muziekuitvoeringen opgevatte theater werd door een onbekende architect gebouwd in de tweede eeuw sinds het begin van onze jaartelling in opdracht van Herodes Atticus. Deze antieke multimiljonair liet het oprichten ter nagedachtenis van zijn in 160 overleden echtgenote Regilla (een aangetrouwde verwante van keizer Antoninus Pius), kennelijk uit schuldgevoel omdat hij haar tijdens haar leven nogal aan haar lot had overgelaten.
Het odeon werd zo harmonisch tegen de (350 jaar oudere) Stoa van Eumenes aan gebouwd, dat het nog steeds lijkt alsof beide bouwwerken uit hetzelfde concept zijn ontstaan. De halfcirkelvormige ruimte, met een straal van 38 meter, biedt plaats aan ongeveer vijfduizend personen. In de jaren zeventig van de twintigste eeuw werd het weer geschikt gemaakt voor gebruik. Inmiddels worden er op zomeravonden regelmatig weer opera’s en balletvoorstellingen, maar ook concerten en antieke Griekse tragedies uitgevoerd, onder de blote Atheense hemel.
Aanvankelijk was het muziektheater een overdekt, gesloten gebouw. Door de eeuwen heen is echter het dak en een deel van de muren verdwenen, waardoor het nu het karakter van een openluchttheater heeft. Bij de eerste archeologische opgravingen rond het midden van de 19e eeuw werd een aslaag gevonden: het mogelijke bewijs dat de cederhouten dakbalken het slachtoffer werden van plunderende Herulen. Ook de oorspronkelijke marmer- en mozaïekbekleding zijn grotendeels verdwenen.

## Referentie
- D. Koster, Athene en de Peloponnesus, Amsterdam (De Arbeiderspers), 2004. ISBN 9029525495
- E. Melas, Athene. Geschiedenis, kunst en leven van de oudheid tot heden, De Bilt (Cantecleer), 1977. ISBN 9021303000